# Liste der Kulturgüter in Niederhasli
Die Liste der Kulturgüter in Niederhasli enthält alle Objekte in der Gemeinde Niederhasli im Kanton Zürich, die gemäss der Haager Konvention zum Schutz von Kulturgut bei bewaffneten Konflikten, dem Bundesgesetz vom 20. Juni 2014 über den Schutz der Kulturgüter bei bewaffneten Konflikten sowie der Verordnung vom 29. Oktober 2014 über den Schutz der Kulturgüter bei bewaffneten Konflikten unter Schutz stehen.
Objekte der Kategorie A sind im Gemeindegebiet nicht ausgewiesen, Objekte der Kategorie B sind vollständig in der Liste enthalten, Objekte der Kategorie C fehlen zurzeit (Stand: 1. Januar 2022). Unter übrige Baudenkmäler sind weitere geschützte Objekte zu finden, die im Verzeichnis der Objekte von überkommunaler Bedeutung der kantonalen Denkmalpflege zu finden und nicht bereits in der Liste der Kulturgüter enthalten sind.

## Kulturgüter
| Foto |                                                                                | Objekt                                                         | Kat. | Typ | Standort                             | Beschreibung |
| ---- | ------------------------------------------------------------------------------ | -------------------------------------------------------------- | ---- | --- | ------------------------------------ | ------------ |
| ja   | Datei hochladen · Wikidata zu Katholische Kirche St. Christophorus (Q15129246) | Katholische Kirche St. Christophorus KGS-Nr.: 12616            | B    | G   | Dorfstrasse 25 678974 / 259325       |              |
| BW   | Datei hochladen · Wikidata zu Mittelsteinzeitliche Siedlung (Q29932945)        | Haslisee, mittelsteinzeitliche Fundstelle KGS-Nr.: 12617       | B    | F   | Seerietweg 679451 / 258900           |              |
| ja   | Datei hochladen · Wikidata zu Reformierte Kirche Niederhasli (Q29932947)       | Reformierte Kirche Niederhasli KGS-Nr.: 12618                  | B    | G   | Nöschikonerstrasse 5 678772 / 259592 |              |
| ja   | Datei hochladen                                                                | Reformierte Kirche Oberhasli KGS-Nr.: 16598                    | B    | G   | Sandrainstrasse 2 679892 / 257719    |              |
| BW   | Datei hochladen                                                                | Wohnhaus, ehemaliges Bauernhaus mit Nebenbauten KGS-Nr.: 16599 | B    | G   | Gässli 20–24s 679869 / 257615        |              |

## Übrige Baudenkmäler
| ID       | Foto |                 | Objekt                                            | Kat.   | Typ | Standort                                             | Beschreibung |
| -------- | ---- | --------------- | ------------------------------------------------- | ------ | --- | ---------------------------------------------------- | ------------ |
| 09000025 |      | Datei hochladen | Ehemaliger Speicher                               | C      | G   | Nassenwil, bei Buchserstrasse 6A 677829 / 257761     |              |
| 09000144 |      | Datei hochladen | Doppelbauernhaus Kastelhof, Hausteil 1            | C      | G   | Kastelhof 5 678245 / 258486                          |              |
| 09000145 |      | Datei hochladen | Doppelbauernhaus Kastelhof, Hausteil 2            | C      | G   | Kastelhof 678232 / 258471                            |              |
| 09000146 |      | Datei hochladen | Doppelbauernhaus Kastelhof, Scheune               | C      | G   | Kastelhof 678228 / 258479                            |              |
| 09000204 |      | Datei hochladen | Alter Speicher                                    | C      | G   | Mettmenhasli, Regensdorferstrasse 22 678897 / 258232 |              |
| 09000636 |      | Datei hochladen | Trafostation                                      | B reg. | G   | Oberhasli, bei Watterstrasse 2 679924 / 257819       |              |
| 09000644 |      | Datei hochladen | Bauernhaus mit Nebengebäude                       | B reg. | G   | Oberhasli, Rümlangerstrasse 7 679944 / 257943        |              |
| 09001090 |      | Datei hochladen | Pfarrhaus, heute Kirchgemeindehaus                | B reg. | G   | Nöschikonerstrasse 678756 / 259581                   |              |
| 09001464 |      | Datei hochladen | Gemeindebibliothek / Verwaltung                   | C      | G   | Dorfstrasse 9 678838 / 259401                        |              |
| 09001472 |      | Datei hochladen | Bauernhaus, Wohnhaus                              | C      | G   | Dorfstrasse 16 678841 / 259348                       |              |
| 09001473 |      | Datei hochladen | Bauernhaus, Schopf                                | C      | G   | bei Dorfstrasse 16 678839 / 259326                   |              |
| 09002386 |      | Datei hochladen | Schulheim für cerebral Gelähmte (Haus im Bungert) | B reg. | G   | Spitzstrasse 20 679049 / 259356                      |              |

Legende: Im Wesentlichen siehe Legende der Liste der Kulturgüter von nationaler und regionaler Bedeutung, mit folgenden Ausnahmen:
- Anstelle der KGS-Nummer wird als Objekt-Identifikator (ID) die Inventarnummer im Verzeichnis der Objekte von überkommunaler Bedeutung des kantonalen Denkmalschutzamtes verwendet.
- Bei den Kategorien wird wie folgt unterschieden: B kant. = Objekt von kantonaler Bedeutung (Kanton Zürich); B reg. = Objekt von regionaler Bedeutung (Kanton Zürich).